# Milan Milovanović

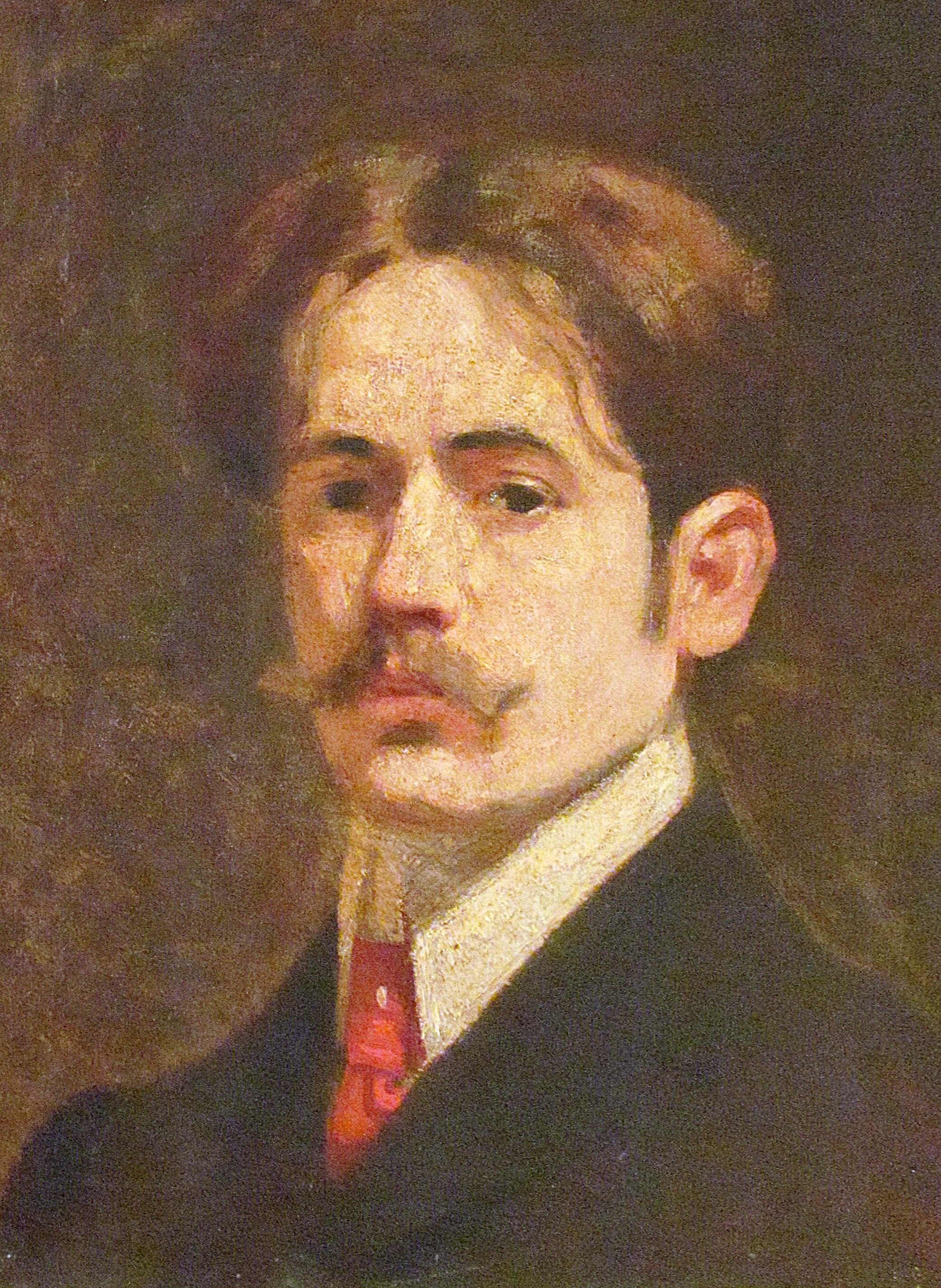
Zelfportret (1907)

Milan Milovanović (Servisch: Милан Миловановић) (Kruševac, 19 oktober 1876 – Belgrado, 15 augustus 1946) was een Servische impressionistische schilder en kunstleraar.

## Biografie
Na zijn middelbare studies begon hij te studeren bij Kiril Kutlik in Belgrado. Het jaar daarop trok hij naar München om les te volgen bij Anton Ažbe. Kort daarna trok hij naar de Kunstacademie van München, waar hij onder Karl Raupp, Ludwig von Herterich en Carl von Marr studeerde. Hij studeerde in 1902 af en vertrok naar Parijs waar hij vier jaar zou werken en verder studeren aan de Académie Colarossi en daarna aan het École nationale supérieure des beaux-arts waar hij werkte met Léon Bonnat en Luc-Olivier Merson.
Bij zijn terugkeer in Belgrado in 1906 organiseerde hij een kleine solo-tentoonstelling
Tussen 1907 en 1910 maakte hij in opdracht van de overheid een studiereis naar de orthodoxe kloosters van Servië, Macedonië en Oros Athos. Onderweg schilderde hij de landschappen die hij doortrok. Hij schilderde ook een aantal historische werken. Tijdens de Eerste Wereldoorlog zat hij bij het Servische leger, waar hij schilderijen maakte van soldaten en officieren.
Herstellend van een zware ziekte werd hij in 1917 naar Capri gebracht en schilderde daar beelden van de omgeving.
Na 1920 werkte hij nog uitsluitend als docent aan de kunstschool van Belgrado en schilderde geen nieuwe werken meer.
Milan Milovanović was gehuwd met Olga Mišić (1886–1977), de dochter van maarschalk Živojin Mišić.

## Enkele werken

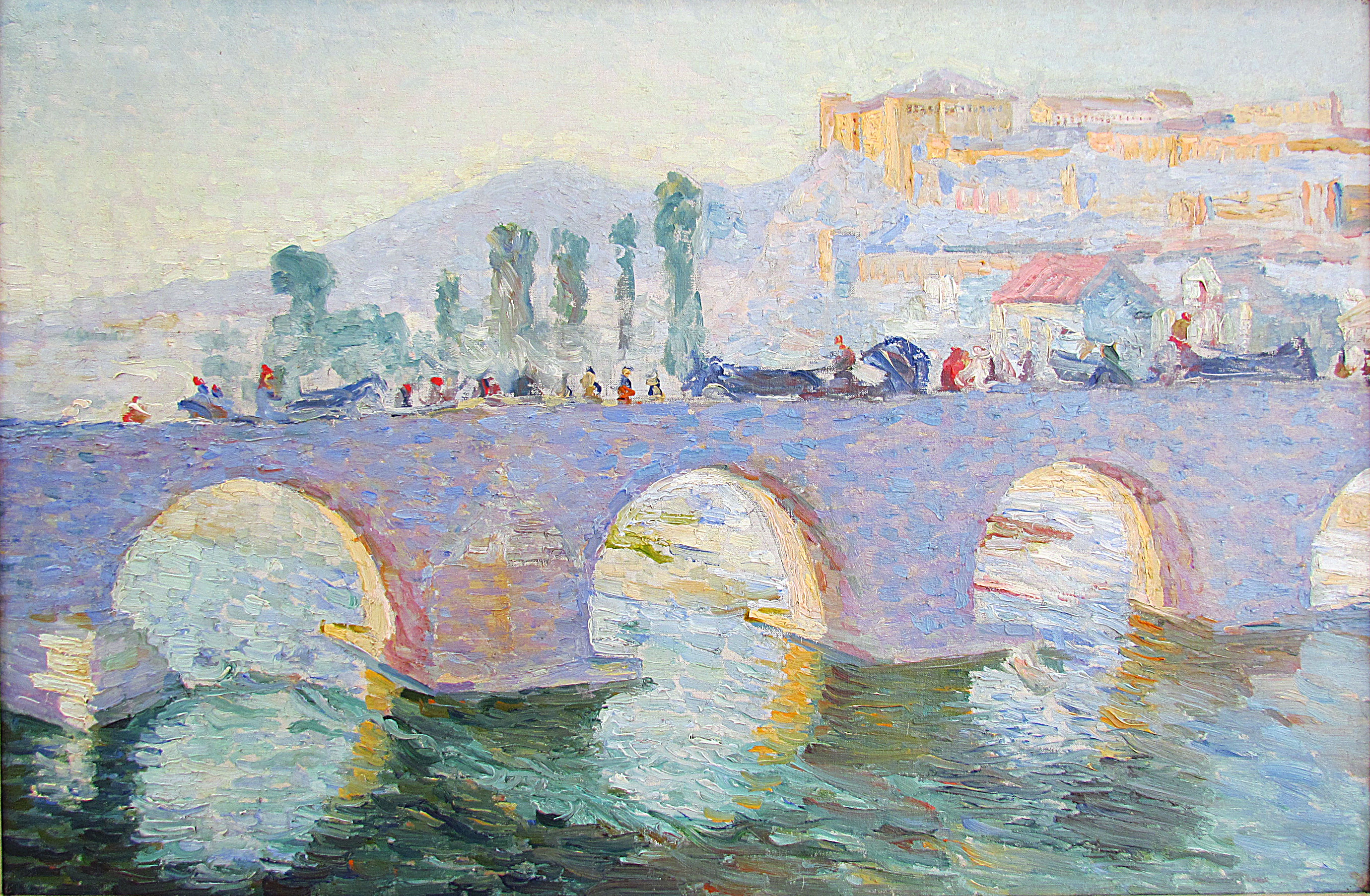
1907, Stenen brug, Skopje
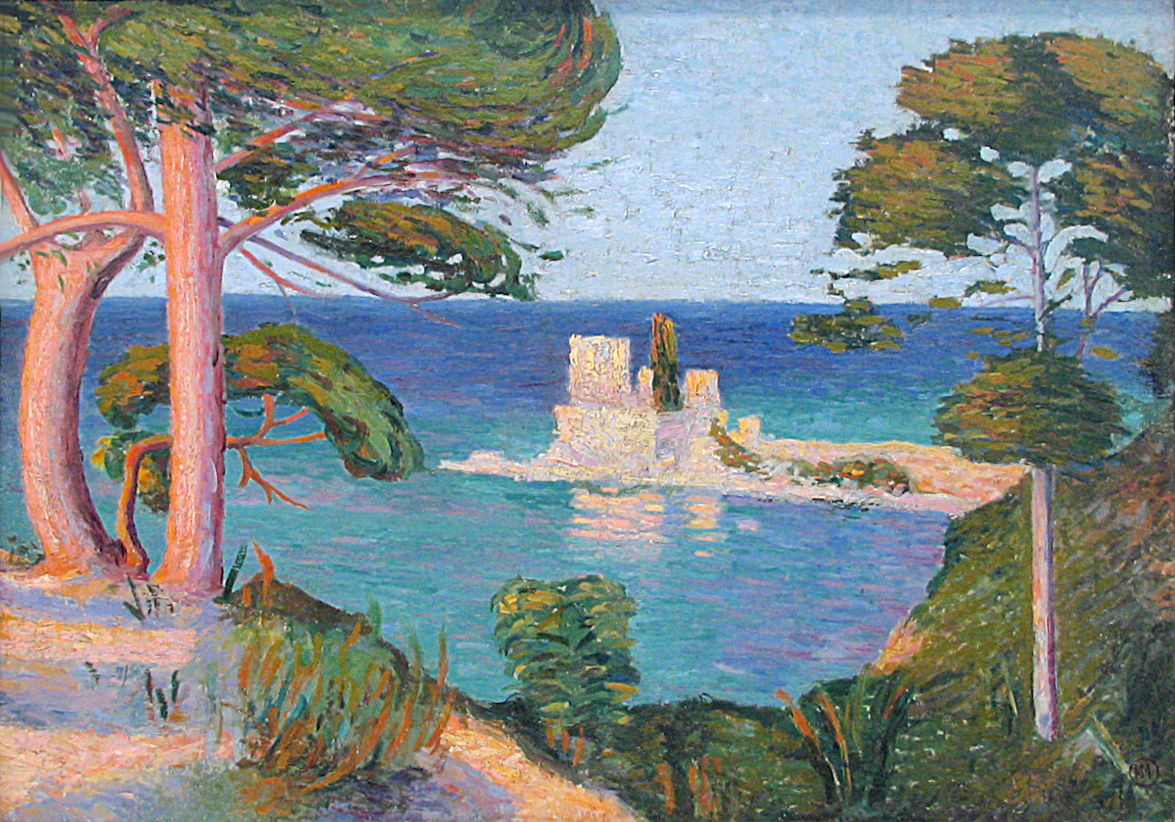
1907, De kust van Hilandar
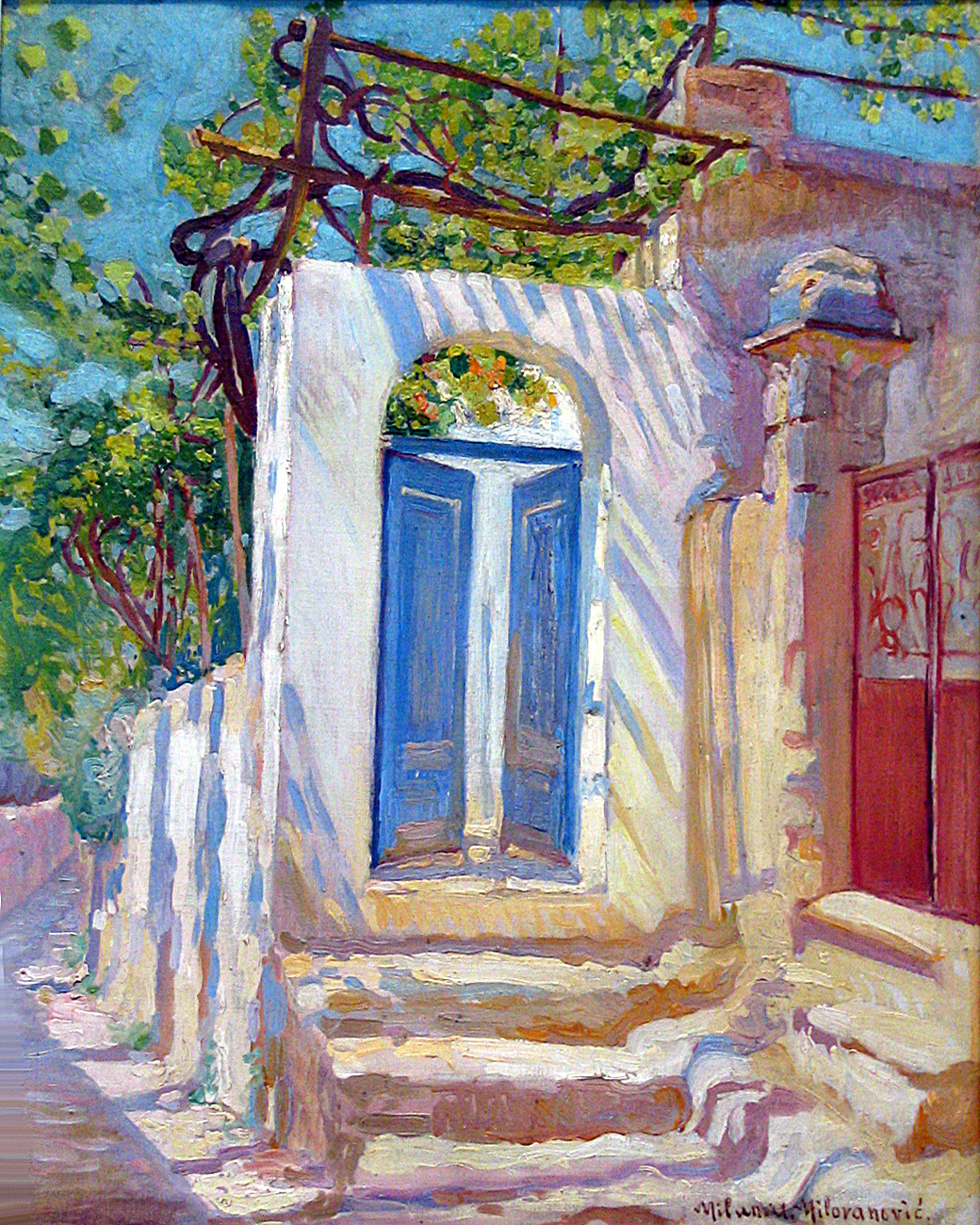
1917, De blauwe deur
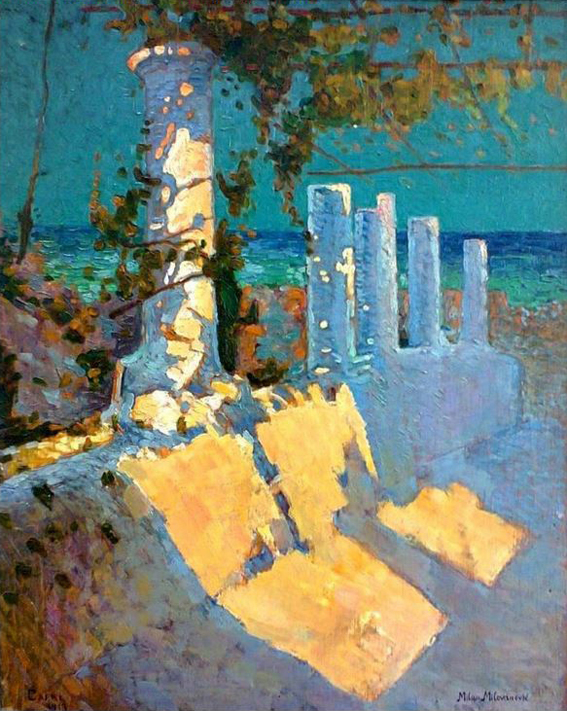
1917, Terras in het zonlicht
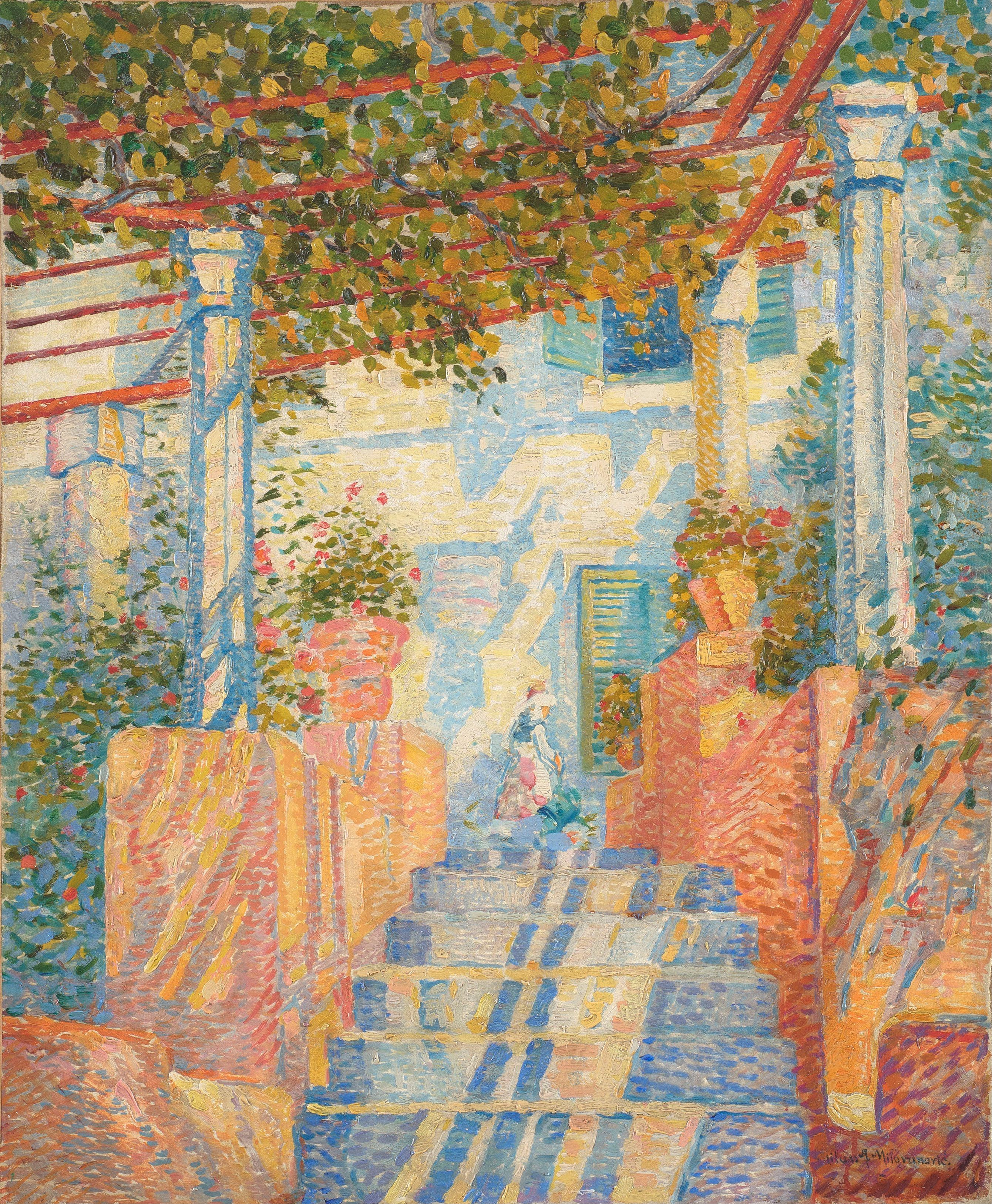
1920, Het rode terras
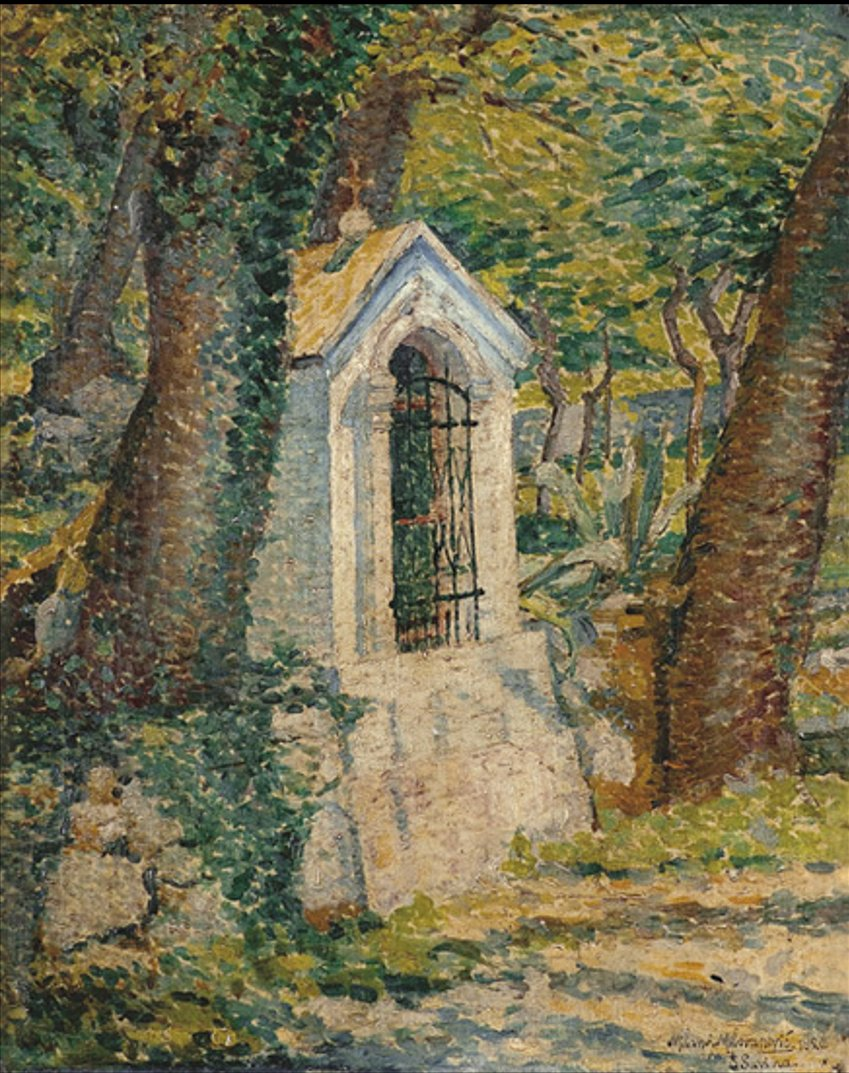
1920, Kapel in het Savine-klooster

- Gemeinsame Normdatei: 107955047X
- Library of Congress Control Number: n2017075222
- RKD-Nederlands Instituut voor Kunstgeschiedenis: 321956
- Système universitaire de documentation: 255285787
- Virtual International Authority File: 122144928767854440749